# 敘利城堡
敘利城堡（法語：Château de Sully-sur-Loire) 是位於法國羅亞爾河畔敘利的一座中世紀時期的法式城堡。城堡的歷史可以追溯至1102年。

## 外部連結

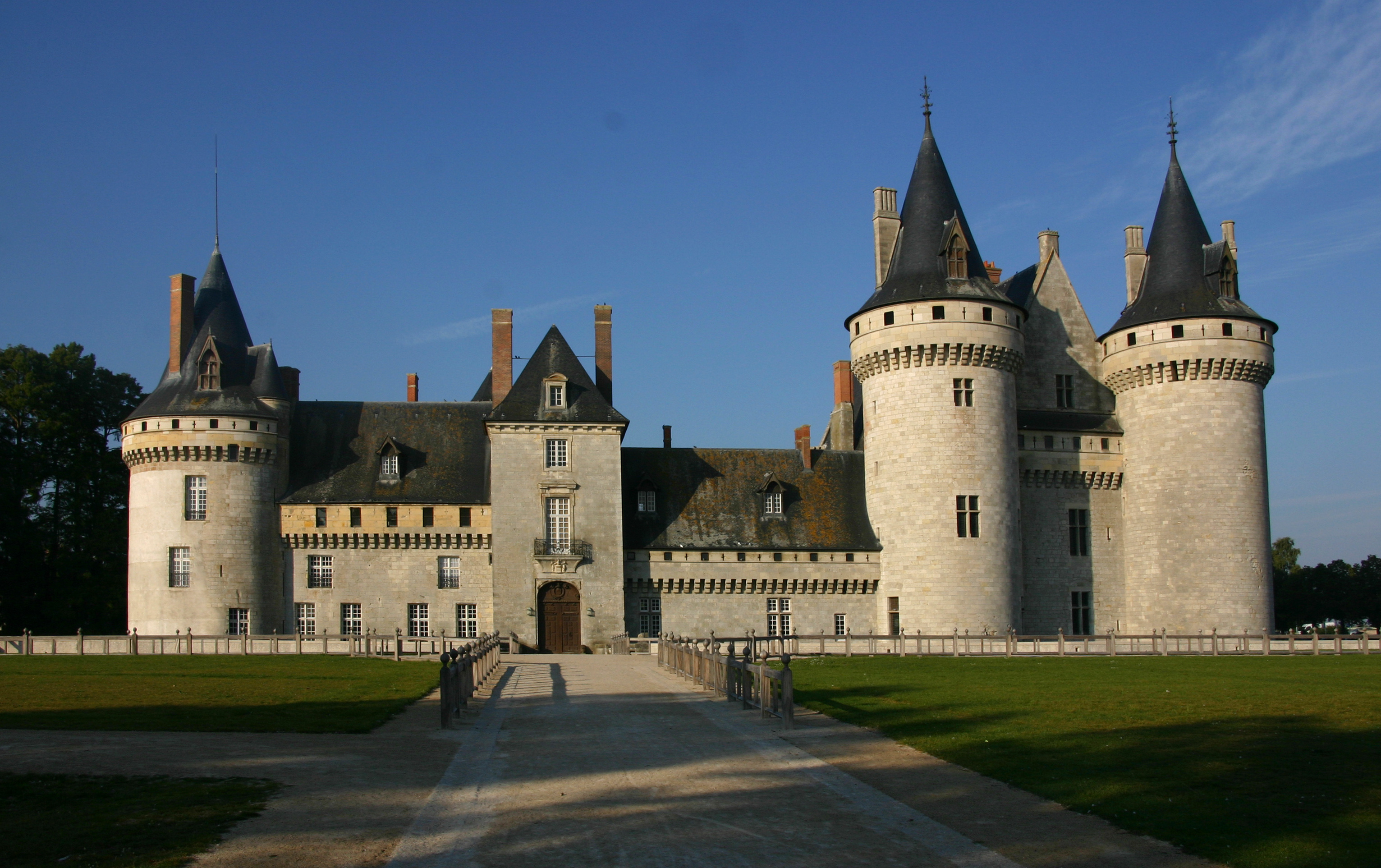
Château de Sully-sur-Loire

- Ministry of Culture database entry for Château de Sully-sur-Loire （页面存档备份，存于） （法文）
- Ministry of Culture photos （页面存档备份，存于）

47°46′04″N 2°22′31″E / 47.7677°N 2.3752°E